# 阿列克桑德罗夫卡 (吉尔吉斯斯坦)
阿列克桑德罗夫卡是吉尔吉斯斯坦楚河州莫斯科区下辖的一个村。它是东干族诗人亚塞尔·什娃子的出生地。当地时间2016年5月20日，在此地举行了什娃子诞辰110周年纪念活动。